# ميك ليتش
ميك ليتش (بالإنجليزية: Mick Leach)‏ (16 يناير 1947 في المملكة المتحدة - 11 يناير 1992) هو لاعب كرة قدم بريطاني في مركز الوسط. لعب مع كامبريدج يونايتد وكوينز بارك رينجرز وديترويت إكسبرس ‏.

## وصلات خارجية
- ميك ليتش على موقع قاعدة بيانات كرة القدم.إي يو (الإنجليزية)